# Plexippoides
Plexippoides là một chi nhện trong họ Salticidae.